# Вытесанный челнок из Хенсона

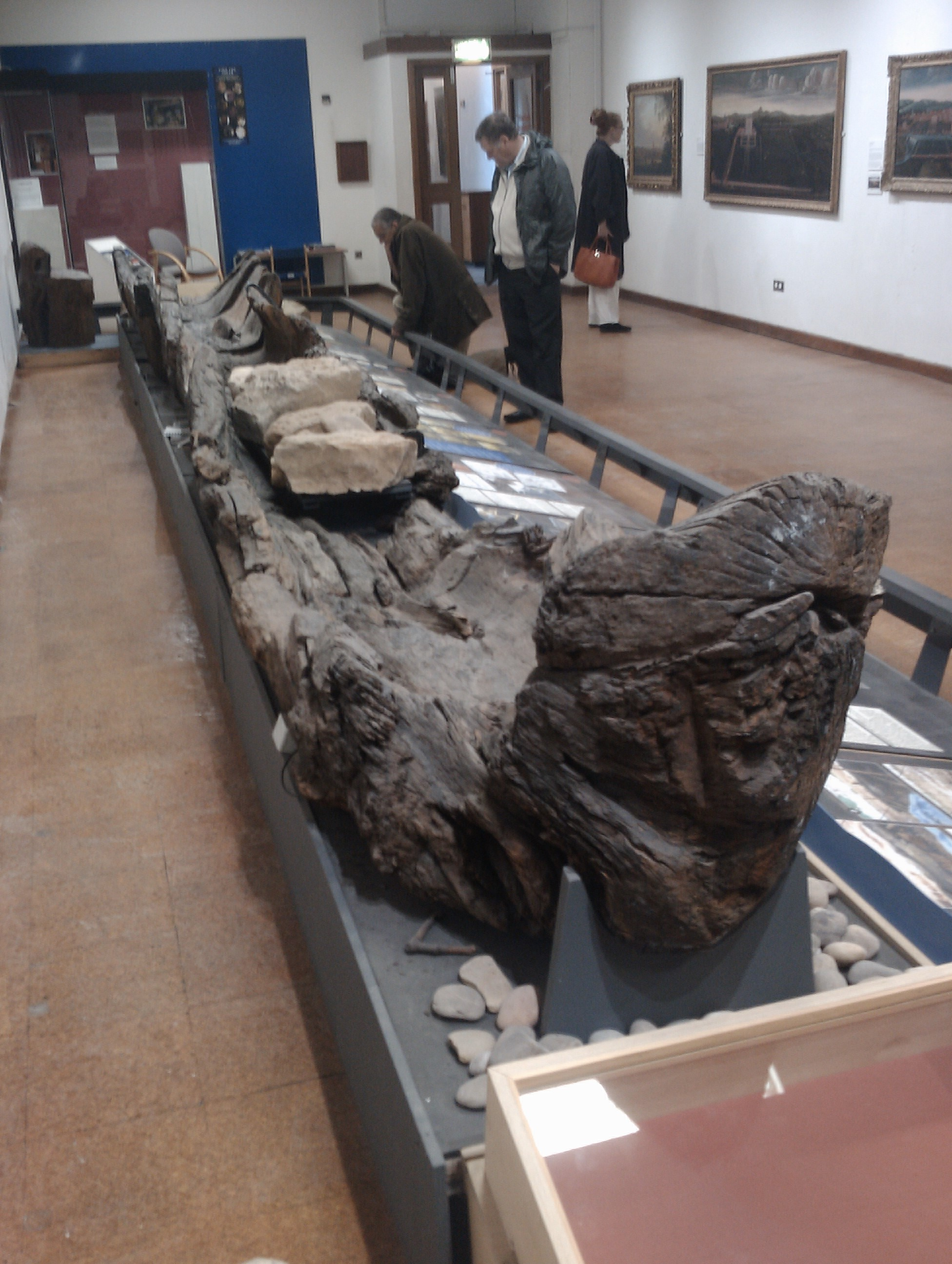
Челнок в экспозиции музея

Вытесанный челнок из Хенсона — челнок бронзового века, найденный в карьерах гравия в Шардлаве в Дербишире. Хранится в Музее и художественной галерее Дерби.
Челнок был открыт южнее Дерби в 1998 году. Он сохранился почти полностью, за исключением незначительных повреждений от каменоломных машин. Челнок был датирован 3500 годом до н. э. Его масса была настолько велика, что лодку пришлось разрезать на небольшие части, чтобы иметь возможность транспортировать. Большую часть массы составила влага, которая сохранила дерево от гниения. В «York Archaeological Trust» на протяжении 18 месяцев дерево было выдержано в растворе полиэтиленгликоля, который укрепил материал.
Интересно, что челнок был наполнен грузом песчаника, который добывался в Королевской шахте неподалёку. Предположительно камень предназначался для укрепления дамбы у реки Трент.
Консервация челнока обошлась в 119 000 фунтов стерлингов. Сейчас он хранится в Дербском музее.
Через пять лет в том же карьере был найден второй челнок, но его перезахоронили из соображений консервации.
В зале музея, помимо челнока, расположен также ряд картин, включая «Вид Дерби».